# Scene Builder
Scene Builder est un outil interactif de conception d'interface graphique pour JavaFX. Créé par Oracle, il permet de construire rapidement des interfaces utilisateurs sans avoir besoin de (savoir) coder.
Le logiciel est décliné en deux versions : l'une (8.x) destiné à JavaFX 8 et l'autre (9.0 et +) pour JavaFX 9 et plus.

## Historique
Le logiciel a été publié pour la première fois le 14 août 2012 par Oracle sous le nom JavaFX Scene Builder.
À partir du 3 décembre 2013, le logiciel est publié en open source, dans le cadre du projet OpenJFX.
Finalement, l'entreprise Gluon annonce la prise en charge de la continuité du développement du logiciel et publie une première version le 8 mars 2015 sur Github.

## Fonctionnement
Le logiciel s'utilise avec la technique du glisser/déposer: un panneau latéral situé à gauche de la fenêtre permet à l'utilisateur de sélectionner et positionner un composant dans la hiérarchie des composants ou sur la vue centrale affichant le rendu.
Un panneau latéral positionné à droite de la fenêtre permet quant à lui de définir les caractéristiques du composant sélectionné par l'utilisateur.
Les interfaces sont enregistrés dans des fichiers au format FXML, qui sont ensuite lus et chargés en mémoire par le programme, puis affichés à l'écran.

## Versions
| Numéro de version | Date de sortie    | Note                                        |
| ----------------- | ----------------- | ------------------------------------------- |
| 1.0               | 14 août 2012      |                                             |
| 1.1               | Octobre 2013      | Première version stable                     |
| 2.0               |                   | Support de JavaFX 8; améliorations diverses |
| 8.0               | 8 mars 2015       | Première version publiée par Gluon          |
| 8.1               | 17 janvier 2016   |                                             |
| 8.1.1             | 3 février 2016    |                                             |
| 8.2               | 18 mai 2016       |                                             |
| 8.3               | 16 décembre 2016  |                                             |
| 8.4               | 25 septembre 2017 |                                             |
| 9.0               | 25 septembre 2017 | Support de JavaFX 9                         |
| 10.0              | 29 mai 2018       | Support de JavaFX 10                        |
| 11.0              | 26 novembre 2018  | Support de JavaFX 11                        |